# Генрієтта Марія Французька
Генрієтта Марія Французька (фр. Henriette Marie; 25 листопада 1609 — 10 вересня 1669) — королева-консорт Англії, Шотландії та Ірландії, дружина короля Карла (Чарльза) I, молодша дочка французького короля Генріха IV та Марії Медічі.
Генрієтта Марія Французька була матір'ю двох наступників Карла I, британських королів Карла (Чарльза) II і Якова (Джеймса) II, а також бабусею ще двох правлячих королев (Марія II і Анна Стюарт, перша королева об'єднаної Великої Британії) та короля (Вільгельм III Оранський). Нащадками дочки Генрієтти Марії стали п'ятеро королів Франції (включно з відомим «королем-бабієм» Людовиком XV).
Католицизм Генрієтти Марії був непопулярним в Англії XVII ст., тому її коронація фактично не відбулася, бо суперечила правилам офіційної англіканської церкви.
Перша Громадянська війна — Революція 1642 року змусила королеву з дітьми шукати притулок у Франції (1644 р.), чоловік Генрієтти Марії, король Карл I, був страчений 1649 року. Королева повернулася до Англії з Парижа лише після реставрації династії Стюартів та коронації її сина Карла II 1660 року.
У 1665 році повернулася до Парижа, де за чотири роки померла у віці 60 років.
На честь Генрієтти Марії Французької була названа північноамериканська колонія, ця назва згодом перейшла до американського штату Меріленд.